# Wim De Decker
Wim De Decker (Temse, 6 april 1982) is een Belgische voetbalcoach en voormalig voetballer. Hij speelde doorgaans als verdedigende middenvelder. In mei 2020 werd hij aangesteld als assistent-trainer bij KAA Gent. Na het ontslag van László Bölöni nam hij op 14 september 2020 over als hoofdtrainer. Vervolgens werd De Decker op 3 december 2020 aan de deur gezet wegens slechte resultaten. Na een jaartje als hoofdtrainer bij KMSK Deinze werd op 5 juni 2022 officieel bekendgemaakt dat hij de trainer van SK Beveren is geworden.

## Spelerscarrière
De Decker speelde voor RS Haasdonk, KSK Beveren, KAA Gent, Germinal Beerschot (waarmee hij in 2005 de Beker van België won), KRC Genk en Royal Antwerp FC. Hij maakte op 30 maart 2008 zijn eerste doelpunt in de Eerste klasse, voor KRC Genk tegen Club Brugge. In januari 2009 keerde hij terug bij Germinal Beerschot. Hij werd betrokken in een ruil met Ederson Tormena, die op zijn beurt zonder transfersom de overstap maakte naar Racing Genk. In 2013 stapte hij over van Beerschot naar Antwerp, waar hij nog drie seizoenen zou spelen. In augustus 2016 zette hij een punt achter zijn spelerscarrière.
De Decker speelde eenmaal voor het Belgisch nationaal elftal, op 11 mei 2006 in een oefeninterland tegen Saoedi-Arabië.

## Spelersstatistieken
| seizoen | club               | land   | competitie      | wed. | goals |
| ------- | ------------------ | ------ | --------------- | ---- | ----- |
| 2000/01 | KSK Beveren        | België | Eerste klasse   | 1    | 0     |
| 2001/02 | KSK Beveren        | België | Eerste klasse   | 29   | 0     |
| 2002/03 | KAA Gent           | België | Eerste klasse   | 25   | 0     |
| 2003/04 | Germinal Beerschot | België | Eerste klasse   | 17   | 0     |
| 2004/05 | Germinal Beerschot | België | Eerste klasse   | 31   | 0     |
| 2005/06 | Germinal Beerschot | België | Eerste klasse   | 33   | 0     |
| 2006/07 | KRC Genk           | België | Eerste klasse   | 33   | 0     |
| 2007/08 | KRC Genk           | België | Eerste klasse   | 23   | 1     |
| 2008/09 | KRC Genk           | België | Eerste klasse   | 18   | 0     |
| 2008/09 | Germinal Beerschot | België | Eerste klasse   | 11   | 1     |
| 2009/10 | Germinal Beerschot | België | Eerste klasse   | 32   | 0     |
| 2010/11 | Germinal Beerschot | België | Eerste klasse   | 13   | 1     |
| 2011/12 | Beerschot AC       | België | Eerste klasse   | 33   | 1     |
| 2012/13 | Beerschot AC       | België | Eerste klasse   | 24   | 1     |
| 2013/14 | Antwerp FC         | België | Proximus League | 13   | 0     |
|         |                    |        | Totaal          | 336  | 5     |

## Trainerscarrière
De Decker werd in november 2016 hoofdcoach van Antwerp en bracht The Great Old na 13 jaar terug in eerste klasse. Hij behaalde dit resultaat door periode 2 van de Proximus League (Eerste klasse B) te winnen en vervolgens ook Roeselare (winnaar periode 1) te kloppen in de finalematchen. Het werd thuis 3-1 voor Antwerp, in Roeselare wonnen ze met 1-2.
Op 27 mei 2020 maakte De Decker bekend dat hij na zeven jaar Royal Antwerp FC zou verlaten. Hij verliet de club omdat er geen plaats meer was voor hem was in de staf van de nieuwe coach Ivan Leko. Daags nadien werd bekend dat hij de nieuwe T2 bij KAA Gent werd als assistent van Jess Thorup. De Decker volgde in die functie Peter Balette op, die een andere functie bij KAA Gent kreeg. In September werd László Bölöni ontslagen en werd De Decker aangesteld als hoofdtrainer. Peter Balette werd opnieuw assistent.
Op 3 december 2020 werd Wim De Decker aan de deur gezet bij AA Gent omwille van slechte resultaten.
De Decker gaat opnieuw aan de slag als hoofdtrainer op 4 maart 2021 bij KMSK Deinze. Hij behaalde met zijn ploeg een 4e plaats in 1B en dit was echter niet genoeg voor het ambitieuze bestuur. Na onderling overleg besloten ze hun samenwerking te stoppen. Toenmalig Waasland Beveren had nood aan een nieuwe hoofdtrainer en besloot Wim De Decker met zijn ervaring aan te nemen. Na tegenvallende resultaten bij SK Beveren werd hij hier op 1/04 ontslagen.